# Altmar (Artois)
Altmar (lat.: Altmarum; † zwischen 907 und 923) war ein Graf von Arras (Artois) und nacheinander Laienabt von Saint-Médard in Soissons und Saint-Vaast in Arras.
Er war der Sohn von Altmar, Laienabt von Montier-en-Der, der in einer am 5. Mai 845 ausgestellten Schenkungsurkunde des Königs Karl des Kahlen genannt wurde.
Altmar amtierte als Laienabt von Saint-Médard in Soissons, als er im Jahr 899 von König Karl III. dem Einfältigen in Arras als comes eingesetzt wurde. Der König hatte diese Stadt kurz zuvor dem mächtigen Grafen Balduin II. von Flandern entrissen, welcher aber auf eine Restitution dieser Stadt und des mit ihr verbundenen Einflusses im Artois drängte. Noch im selben Jahr tauschte Altmar die Abtei Saint-Médard beim Erzbischof Fulko von Reims gegen die Abtei Saint-Vaast in Arras ein, womit er faktisch der alleinige Machthaber im Artois wurde. Der Erzbischof gedachte mit diesem Tauschhandel einem potentiellen Konflikt mit dem Grafen von Flandern aus dem Weg zu gehen, den sich nun wiederum Altmar allein aufbürdete.
Von Altmar ist danach nichts mehr überliefert, er dürfte aber mit einem Altmari identisch gewesen sein, der in einem Diplom der Kirche von Paris aus dem Jahr 907 genannt wurde. Sein Nachfolger war sein Sohn Adalhelm, der 923 erstmals als Graf genannt wurde.